# (7672) Hawking
(7672) Hawking (1995 UO2) – planetoida z pasa głównego asteroid okrążająca Słońce w ciągu 3 lat i 139 dni w średniej odległości 2,25 j.a. Została odkryta 24 października 1995 roku w Kleť Observatory w pobliżu Czeskich Budziejowic. Nazwa planetoidy została nadana na cześć Stephena Hawkinga, jednego z najwybitniejszych fizyków teoretyków na świecie.